# こまつドーム
こまつドームは、石川県小松市にあるドーム球場。愛称は ゆめたまご。施設は小松市が所有し、公益財団法人小松市まちづくり市民財団（旧称：小松市施設管理公社）が指定管理者として運営管理を行っている。

## 歴史
1997年開場。幕屋根を有するドーム施設で、アリーナ中央部の屋根は開閉式になっている。軟式野球、ソフトボール、サッカー、テニスなどスポーツの他、コンサートなどイベントにも使用されている。
ただし野球で使用する際のフィールド規格は両翼87m、中堅106mと狭隘なため、硬式野球では使用できない。

## 施設概要
アリーナ
- 全面：砂入り人工芝
- 直径：135m
- 屋根最高部：39m
- 野球使用時 ＝ 両翼：87m、中堅：106m
- サッカー使用時 ＝ 105m×68m
- テニス使用時 ＝ コート6〜8面
- 照明設備：6基
- 収容人員：1,500人
- スコアボード：LED式フリーボード（サッカー用タイマーあり）

屋外グラウンド
- 全面：天然芝

補足
- 野球使用時 ＝ 両翼：87m、中堅：106mだが、左中間・右中間ともに、5m程度、後ろに3mぐらい下がっているところもある。

## 交通
- 粟津駅からタクシー約5分
- 北鉄加賀バス 林にて下車
- 小松バイパス 粟津IC林町東交差点から西へ

## 運営管理
完成当初は年間利用者40万人を目標としていたが、新型コロナ禍前の2019年度の年間利用者は延べ17万8千人程度であった。
2022年5月23日、小松市は市議会公共施設マネジメント検討特別委員会で、アリーナ（屋内運動場）部分について照明に2億円程度、人工芝の張り替えに4億円以上、部分補修が必要な屋根に10億円以上かかる見通しであることを報告した。